# 國際氣體船運輸與碼頭經營者協會
國際氣體船運輸與碼頭經營者協會（英語：The Society of International Gas Tanker and Terminal Operators）是以強化國際航運和碼頭操作安全並保護環境為目的，由13個液化氣公司作為初始會員在1979年成立的非營利組織。每年該協會依照其組織章程於全球定期舉辦區域論壇和年會進行經驗交流及技術討論，並組建工作小組制定業界標準建議及出版最佳實踐方案。
1980年該協會在聯合國的國際海事組織中取得觀察員地位，除協作修定IGC Code和IGF Code外，也會代表會員於會議中提供技術和產業建議。截止2022年1月，該協會共有218個會員、分別來自50個國家，覆蓋全球90%以上液化天然氣運輸業及50%以上液化石油氣運輸業。

## 組織機構
國際氣體船運輸與碼頭經營者協會設有常務委員會（General Purposes Committee，簡稱 GPC）、環境小組委員會（Environment Sub-committee，簡稱 ESC）及人為因素委員會 （Human Element Committee，簡稱 HEC）和相關下屬工作小組。該協會也設有秘書處以協助會員進行會議和撰寫出版物。

## 外部連結
- 官方网站